# Trichodezia albovittata
Trichodezia albovittata är en fjärilsart som beskrevs av Achille Guenée 1858. Trichodezia albovittata ingår i släktet Trichodezia och familjen mätare. Inga underarter finns listade i Catalogue of Life.

## Bildgalleri

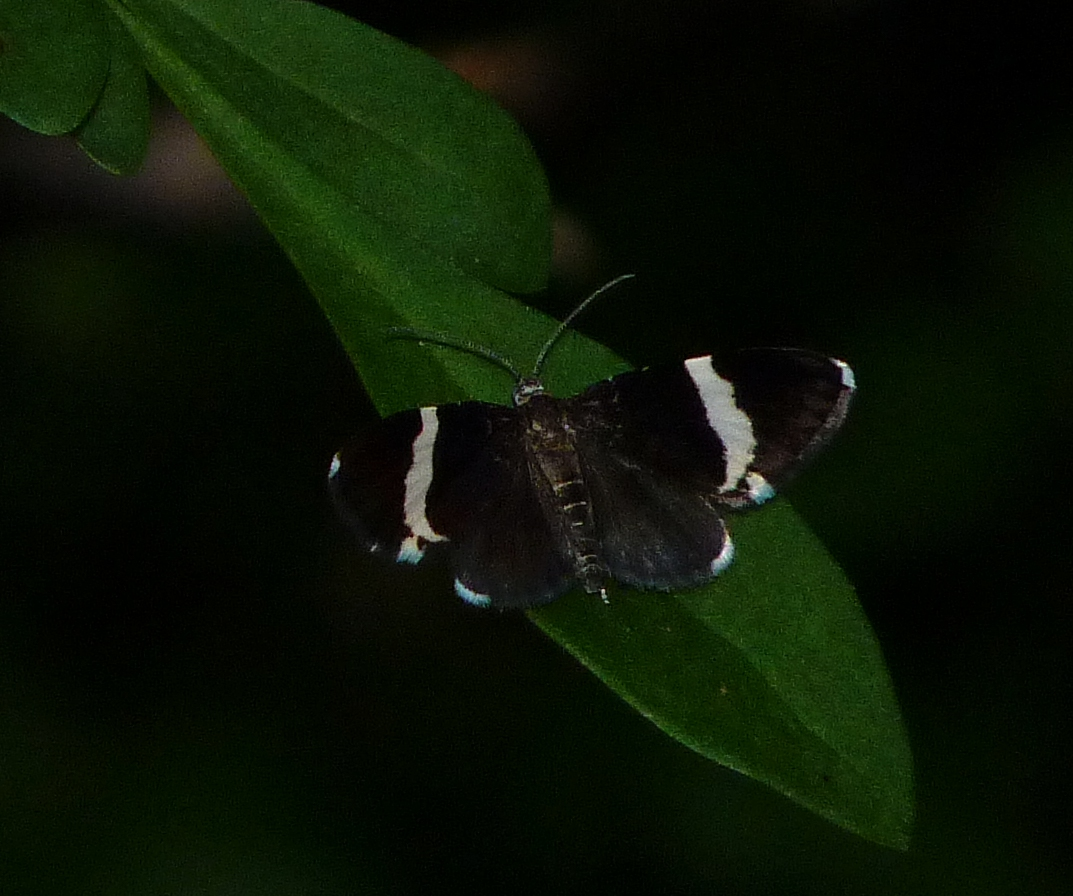
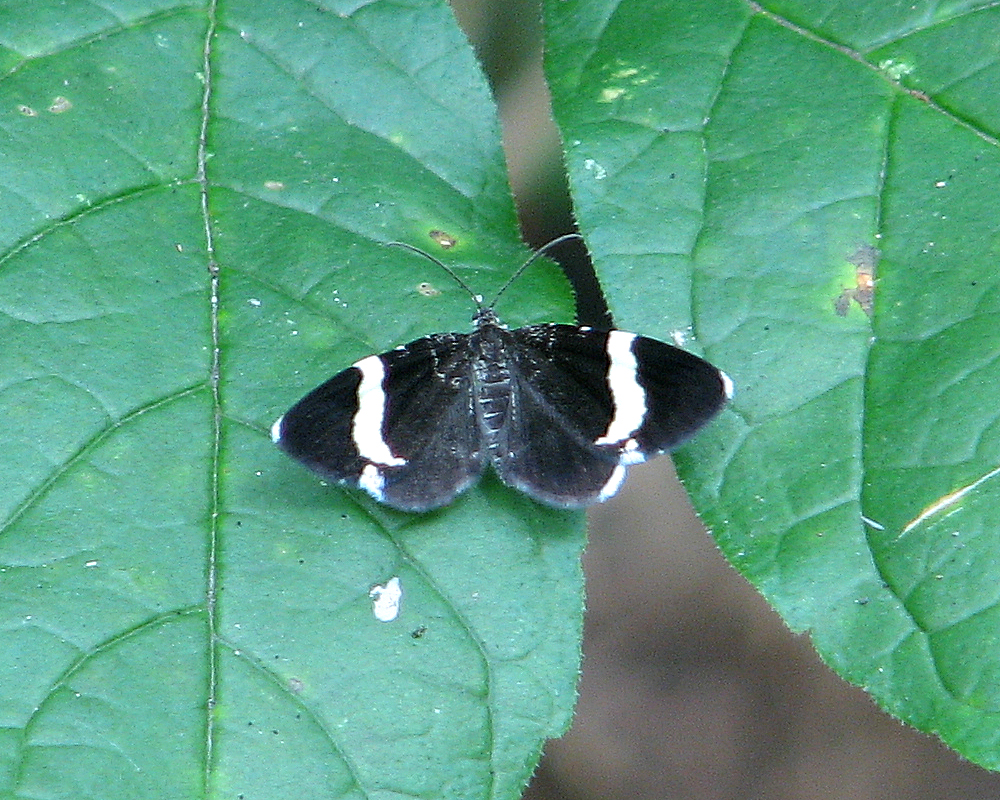